# 穆拉特别克·伊马纳利耶夫
穆拉特别克·桑瑟兹巴耶维奇·伊马纳利耶夫（1956年2月25日—）1956年生于吉爾吉斯蘇維埃社會主義共和國伏龍芝（今比什凱克）。1993年至1996年任首任吉尔吉斯斯坦驻华大使。2010年1月21日在北京就职担任上海合作组织秘书长，任期三年，2012年底卸任，俄罗斯人德米特里·梅津采夫接任 。1991年至1992年、1997年至2002年间两次担任吉爾吉斯斯坦外交部长。 